# Karacsi
Karacsi (urdu nyelven: کراچی; szindhiül: ڪراچي; angolos átírással Karachi) Pakisztán déli részén, az Arab-tenger partvidékén terül el. Az ország legnépesebb városa, egyben gazdasági, pénzügyi és ipari központja. Kikötője rendkívül nagy forgalmat bonyolít le.
Pakisztán legkozmopolitább városa, nyelvi, etnikai és vallási szempontból sokszínű, valamint Pakisztán egyik legszekulárisabb és szociálisan legszabadabb városa.
A világon a negyedik legkiterjedtebb város. Az agglomerációban 2015 végén kb. 24 millió ember élt.

## Éghajlat
| Hónap                         | Jan. | Feb. | Már. | Ápr. | Máj. | Jún. | Júl. | Aug. | Szep. | Okt. | Nov. | Dec. | Év   |
| ----------------------------- | ---- | ---- | ---- | ---- | ---- | ---- | ---- | ---- | ----- | ---- | ---- | ---- | ---- |
| Rekord max. hőmérséklet (°C)  | 32,8 | 36,1 | 41,5 | 44,4 | 47,8 | 47,0 | 42,2 | 41,7 | 42,8  | 43,3 | 38,5 | 34,5 | 47,8 |
| Átlagos max. hőmérséklet (°C) | 25,8 | 27,7 | 31,5 | 34,3 | 35,2 | 34,8 | 33,1 | 31,7 | 32,6  | 34,7 | 31,9 | 27,4 | 31,7 |
| Átlagos min. hőmérséklet (°C) | 10,4 | 12,7 | 17,6 | 22,3 | 25,9 | 27,9 | 27,4 | 26,1 | 25,2  | 21,0 | 15,9 | 11,6 | 20,4 |
| Rekord min. hőmérséklet (°C)  | 0,0  | 3,3  | 7,0  | 12,2 | 17,7 | 22,1 | 22,2 | 20,0 | 18,0  | 10,0 | 6,1  | 1,3  | 0,0  |
| Átl. csapadékmennyiség (mm)   | 6    | 10   | 12   | 4    | 0    | 6    | 86   | 67   | 20    | 1    | 2    | 4    | 217  |
| Havi napsütéses órák száma    | 271  | 249  | 272  | 277  | 299  | 232  | 155  | 148  | 219   | 284  | 273  | 272  | 2950 |
| Forrás: PMD (extremes)        |      |      |      |      |      |      |      |      |       |      |      |      |      |

## Demográfia

### Népessége
Karacsi lakosságának növekedése:
| Év   | Lakosság |
| ---- | -------- |
| 1856 | 56 875   |
| 1872 | 56 753   |
| 1881 | 73 560   |
| 1891 | 105 199  |
| 1901 | 136 297  |
| 1911 | 186 771  |
| 1921 | 244 162  |
| 1931 | 300 799  |

| Év/hónap    | Lakosság   |
| ----------- | ---------- |
| 1941        | 435.887    |
| 1951. feb.  | 1 068 459  |
| 1961. feb.  | 1 912 598  |
| 1972. okt.  | 3 426 310  |
| 1981. márc- | 5 208 132  |
| 1998. márc. | 9 269 265  |
| 2005. jan.  | 11 624 219 |
| 2009. jan.  | 12 827 927 |

### Nyelvek
Fő beszélt nyelvek az 1998-as népszámlálás felmérésekor:
- urdu: 48,52%
- pandzsábi: 13,94%
- pastu: 11,42%
- szindi: 7,22%
- beludzs: 4,34%
- szaraiki: 2,11%
- más: 12,44%

### Vallás
Karacsi Pakisztán egyik vallásilag legkülönfélébb városa. Túlnyomórészt muszlim, bár a város Pakisztán egyik legszekulárisabb városa. A muszlimok körülbelül 85%-a szunnita, míg 15%-a síita.
A városban nagyszámú hindu él  és van egy kis zoroasztriánus közösség is.
A pakisztáni katolikus kereszténységen belül a karacsi főegyházmegye érseki székvárosa. 

## Kultúra

### Magyar vonatkozások
Karacsiban jelent meg Mihálffy Balázsnak, a Magyar Iszlám Közösség alapítójának Korán-fordítása az Urdu bazárban székelő Idha International Foundation Inc.-nél.

## Sport
A városban, ahogy egész Pakisztánban is, igen népszerű sport a krikett. Karacsi a székhelye a világ legerősebb krikettbajnokságai közé tartozó Pakistan Super League egyik csapatának, a Karachi Kingsnek.

## Képek
| Képgaléria |
| --- |
| - Karacsi, I.I.Chundrigar út - Karacsi - Karacsi, Shahrah-e-Faisal - Dzsinnah mauzóleuma - Mohatta palota - Nyílt csatorna a szegénynegyedben |

## Fordítás
- Ez a szócikk részben vagy egészben  a   Karachi című angol Wikipédia-szócikk fordításán alapul.  Az eredeti cikk szerkesztőit annak laptörténete sorolja fel. Ez a jelzés csupán a megfogalmazás eredetét és a szerzői jogokat jelzi, nem szolgál a cikkben szereplő információk forrásmegjelöléseként.